# Yusif Məmmədəliyev

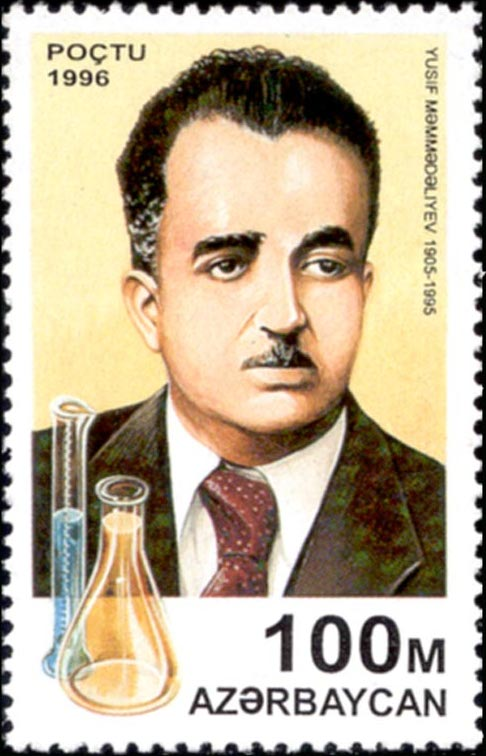
Briefmarke Aserbaidschans zum 90. Geburtstag von Yusif Məmmədəliyev

Yusif Məmmədəliyev (eingedeutscht Jusif Mämmädälijew; * 31. Dezember 1905 in Ordubad, Russisches Kaiserreich; † 15. Dezember 1961 in Baku, Aserbaidschanische Sozialistische Sowjetrepublik, UdSSR) war ein aserbaidschanisch-sowjetischer Gelehrter, Doktor der Chemie und zweimaliger Präsident der Akademie der Wissenschaften der Aserbaidschanischen SSR.

## Biographie
Məmmədəliyev war in die Familie eines Gärtners hineingeboren. Nach seiner Schullaufbahn ließ er sich 1923 am Pädagogischen Institut von Baku einschreiben. Im Anschluss an seinen Abschluss im Jahr 1926 unterrichtete er drei Jahre lang an einer Sekundarschule. 1929 wurde er in das zweite Studienjahr der Fakultät Chemie der Lomonossow-Universität Moskau aufgenommen und absolvierte diese 1932.
Nach seinem Studium arbeitete Məmmədəliyev zunächst in einem Chemiewerk in Moskau, kehrte jedoch nach kurzer Zeit wieder nach Aserbaidschan zurück. In Baku leitete er zunächst die Abteilung für organische Chemie am Landwirtschaftsinstitut der Aserbaidschanischen SSR. Später wechselte er zum Ölforschungsinstitut des Landes und stieg dort zum Laborleiter auf.
Im Jahr 1933 wurde Məmmədəliyev der akademische Grad "Kandidat der chemischen Wissenschaften" verliehen, ohne dabei eine Dissertation verteidigt zu haben.
Ab 1934 übte Məmmədəliyev eine aktive Lehrtätigkeit an der S.M.Kirow Universität Baku (heute Staatliche Universität Baku) aus. Als Assistenzprofessor beginnend stieg er mit der Zeit zum Lehrstuhlinhaber und schließlich zum Rektor (1954–1958) der größten Bildungseinrichtung des Landes auf.
1942 wurde Məmmədəliyev zum "Doktor der chemischen Wissenschaften" und 1943 zum Professor ernannt.
1945 wurde Məmmədəliyev Mitglied der Akademie der Wissenschaften der Aserbaidschanischen SSR (heute Nationale Akademie der Wissenschaften Aserbaidschans). Dort fungierte er auch als Direktor des Instituts für Erdölindustrie. 1946 erfolgte die Berufung in das Ministerium für Erdölindustrie der UdSSR nach Moskau, wobei er als Vorsitzender des wissenschaftlich-technischen Rates tätig war.
Von 1947 bis 1951 und von 1958 bis zu seinem Tod im Jahr 1961 war Məmmədəliyev Präsident der Akademie der Wissenschaften der Aserbaidschanischen SSR.

## Wissenschaftliche Errungenschaften
Die wissenschaftlichen Werke von Məmmədəliyev widmeten sich hauptsächlich den Problemen der Petrochemie sowie der Organokatalyse und standen in engem Zusammenhang mit der Entwicklung der petrochemischen Industrie. Er entwickelte neue Methoden der Chlorierung und Bromierung verschiedener Kohlenwasserstoffe mit Beteiligung von Katalysatoren und zeigte insbesondere Wege zur Gewinnung von Tetrachlorkohlenstoff, Chlormethan, Dichlormethan und anderen wertvollen Produkten durch die Chlorierung von Methan, zunächst in einem stationären Katalysator und dann in einer heißen Schicht. Die Forschungen auf dem Gebiet der katalytischen Alkylierung von aromatischen, paraffinischen und naphthenischen Kohlenwasserstoffen mit Hilfe von ungesättigten Kohlenwasserstoffen ermöglichten die Synthese der Komponenten von Flugkraftstoffen im industriellen Maßstab.
Die wichtigsten akademischen Werke entstanden im Bereich der katalytischen Aromatisierung der Benzinfraktion des Bakuer Öls, der Förderung von Waschmitteln, von organischen Verbindungen aus Feuerstein, der Herstellung von Kunststoffen aus pyrolysierten Produkten und der Analyse des Wirkungsmechanismus von Naftalan-Öl.

## Auszeichnungen

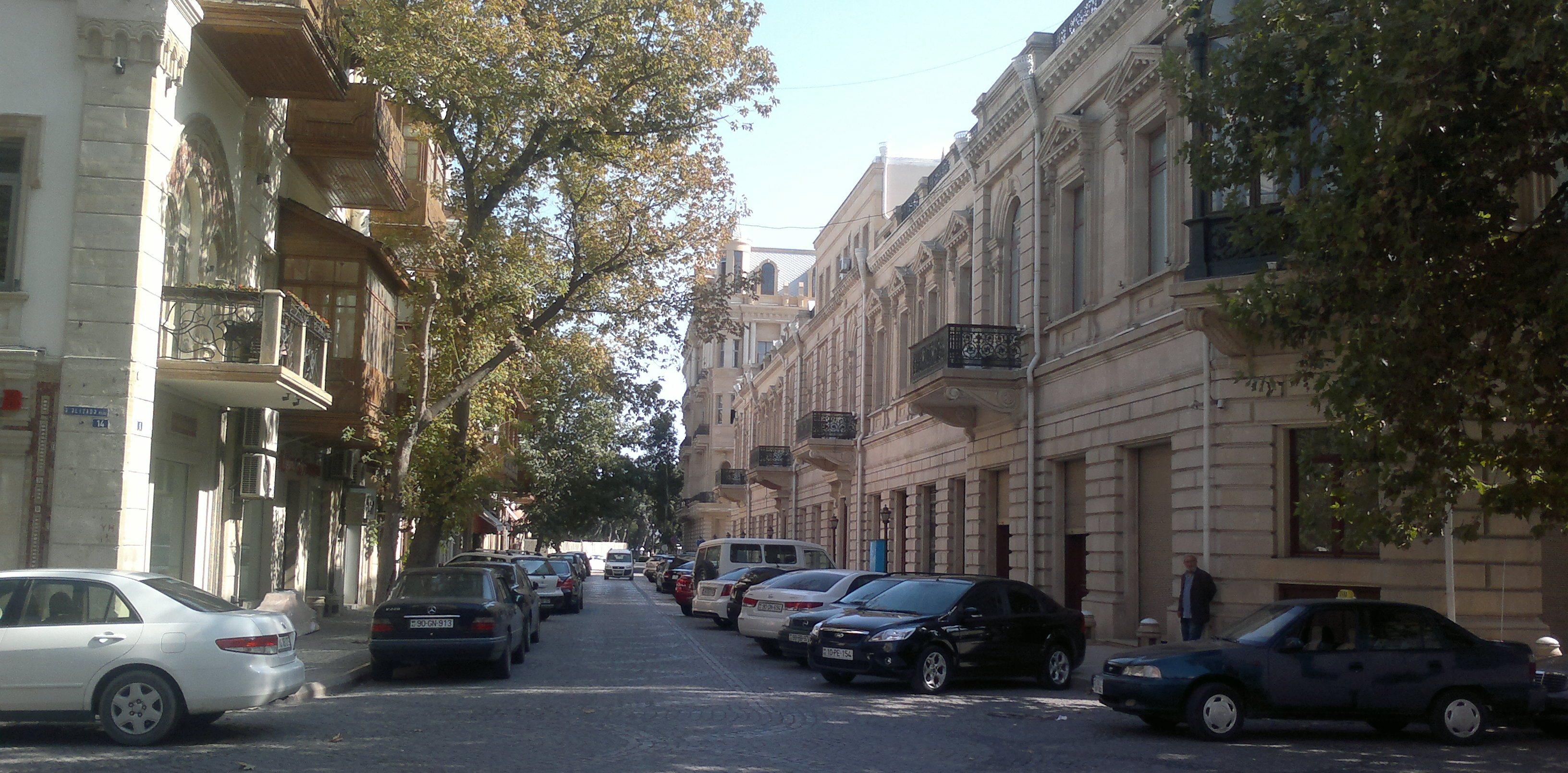
Yusif Məmmədəliyev Str. in Baku

Məmmədəliyev ist Autor von über 200 wissenschaftlichen Abhandlungen, darunter 6 Monographien. Die Entstehung des Aserbaidschanischen Astrophysikalischen Observatoriums, der Stiftung für Manuskripte, des Chemischen Wissenschaftszentrums in Sumgait und vieler weiterer Forschungseinrichtungen sind mit seinem Namen verbunden.
Für sein Lebenswerk wurde er mehrfach ausgezeichnet, unter anderem mit dem Leninorden, dem Orden des Roten Banners der Arbeit und dem Ruhmesorden.

## Andenken
Eine der zentralen Straßen Bakus trägt den Namen von Məmmədəliyev.